# Lepidosperma tortuosum
Lepidosperma tortuosum är en halvgräsart som beskrevs av Ferdinand von Mueller. Lepidosperma tortuosum ingår i släktet Lepidosperma och familjen halvgräs. Inga underarter finns listade i Catalogue of Life.